# Sonata per pianoforte n. 6 (Beethoven)
La Sonata per pianoforte n. 6, Op. 10 n. 2 in fa maggiore è una composizione di Ludwig van Beethoven.

## Struttura

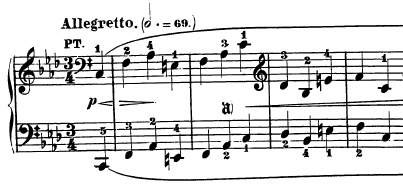
Secondo movimento: Allegretto

La sonata è strutturata in tre movimenti, al pari della precedente n. 5, tuttavia in essa manca un movimento lento.

## Analisi
La sonata presenta il classico primo tempo in forma-sonata. L'incipit consiste in due accordi rivolti di fa maggiore, il primo in terza e il secondo in quinta, ai quali segue un breve gioco di note che appoggia sul quinto grado (do). Su questo incipit si basa l'intero movimento e, infatti, le stesse note costituiscono l'inizio del primo tema. La seconda parte è composta da una frase melodica che porta direttamente al ponte modulante (sempre basato sull'incipit) e quindi al secondo tema, come da canone in do maggiore (tonalità di dominante). Terminata l'enunciazione dei due temi, l'esposizione si sviluppa con un'ampia serie di code che porta al successivo sviluppo che si basa proprio sulla cellula ritmica dell'ultima coda (un discendere in ottava delle note do-sol-do). A seguire, Beethoven presenta una "falsa ripresa" in re maggiore, seguita dalla ripresa vera e propria, "monca" e variata rispetto all'esposizione. A seguire le code che concludono il primo movimento.

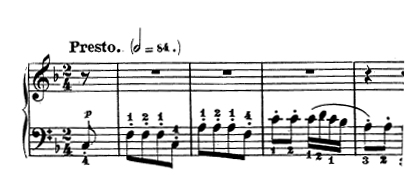
Il terzo movimento: Presto

Il secondo movimento, in fa minore, si basa su due idee fondamentali. La prima, esposta subito all'inizio, è un crescendo di note nella tonalità principale, che si sviluppa per le successive battute. Di colpo viene poi esposta la seconda idea, più solare e calma (siamo ora in la bemolle maggiore), che occupa gran parte del pezzo. Terminato lo sviluppo della seconda idea si ripresenta anche la prima, con i suoi toni scuri, in un gioco di fugati che porta alla conclusione di questo Allegretto.
Il terzo tempo (Presto), nuovamente in fa maggiore, prende le mosse da una fuga rigorosa, per poi mutare in un più libero fugato. Tutto il pezzo è incardinato sullo sviluppo dell'idea principale, che ritorna di continuo fino alla conclusione del movimento e della sonata.

### Analisi del primo movimento
La struttura formale del primo movimento è quella della forma-sonata: esposizione (due temi) – sviluppo (del primo tema) – ripresa e coda finale. Il tempo indicato è Allegro in due quarti. La tonalità è quella di fa maggiore.

#### Esposizione: tema principale
Il tema si compone di un'introduzione (battute 1–5) che inizia sulla tonica (fa maggiore) e termina su un accordo di settima di dominante (do maggiore settima), una frase ascendente (battute 5–9) che inizia sulla tonica e si chiude sulla sottodominante (si bemolle maggiore), una frase discendente (battute 10–13) che partendo dalla sottodominante conclude sulla tonica, ed una breve codetta simmetrica all'introduzione che chiude sul do (dominante) [bb. 1-18]:
Alcuni autori si sono chiesti se nel tema vero e proprio siano compresi anche gli accordi iniziali, oppure se il primo tema incominci dall'andamento melodico della battuta 5. In questi casi è esaminare essenziale lo sviluppo per capire quale peso possa avere l'una o l'altra parte delle idee iniziali. Le fasi iniziali dello sviluppo sono caratterizzate da salti discendenti di quarta e quinta (tonica – dominante - tonica); ed è proprio ciò che si intravede nelle prime quattro battute nella sequenza di accordi tonica (fa maggiore) - dominante (do maggiore). In realtà qui siamo ancora nella fase embrionale di quest'idea, in quanto l'accordo sulla dominante è un rivolto sulla settima (do maggiore settima con nota fondamentale do). Anche le terzine iniziali di semicrome sono importanti, in quanto generatore ritmico di buona parte dello sviluppo.

#### Esposizione: secondo tema
L'entrata del secondo tema è preparata da un breve ponte modulante incentrato sul mi maggiore (sensibile): tonalità non troppo vicina al fa maggiore. In realtà, considerando che il secondo tema è esposto alla dominante (do maggiore), la tonalità di mi maggiore può essere vista come la dominante del terzo grado (la minore) della tonica d'impianto (fa maggiore). Il terzo grado (la minore), rispetto al do maggiore del secondo tema, non è altro che la sua relativa minore. Al tempo di Beethoven questo giro armonico (passare direttamente dalla dominante del sesto grado per concludere sul primo grado) veniva già largamente usato nella fase finale dello sviluppo per tornare alla tonica nella ripresa; la novità sta nel fatto che Beethoven usa questo espediente già nell'esposizione. Il secondo tema (alla dominante – do maggiore) si compone di tre frasi più la codetta [bb. 17-23]:
Negli accordi rivoltati ascendenti di questo tema si può vedere una stretta analogia con le prime battute del tema principale. La coda dell'esposizione (che si ricollega direttamente alla fine della codetta del secondo tema) si conclude con breve tema (possiamo chiamarlo “tema conclusivo” o “di chiusura”), sempre in ambiente tonale dominante [bb. 56-60]:
Ma gli elementi più interessanti sono i tre gruppi di accordi discendenti presenti all'inizio (battute 41 e seguenti) e alla fine (battute 66 e seguenti) di questa coda, a dimostrazione della loro importanza come elementi generatori del tema principale e dello sviluppo:

#### Sviluppo
Lo sviluppo inizia dove termina l'esposizione: con i tre accordi discendenti. Le prime dieci battute dello sviluppo non fanno che ripetere questo concetto: la–mi–la e re–la–re [bb. 69-75]:
Lo sviluppo prosegue per altre diciotto battute con una serie continua di terzine sincopate (manca la prima nota) di semicrome; quindi alla battuta 95 riprende il tema dei tre accordi discendenti fin quasi alla fine dello sviluppo.

#### Ripresa
Lo sviluppo si conclude sulla mediante (la maggiore) per preparare la ripresa nella tonalità della sopradominante (re maggiore). La tonalità re maggiore (sopradominante) per la ripresa di una forma-sonata è senz'altro anomala. Beethoven presenta tutto il primo tema in questa nuova tonalità (re maggiore), poi alla battuta 132 inizia una transizione, in pianissimo, su un frammento del tema che ci riporta nella tonalità di fa maggiore (quella “giusta”); ed a questo punto ripresenta il tema principale (solamente la parte melodica) nella tonica (fa maggiore), secondo gli schemi usuali della forma-sonata. S'è trattato quindi di una “falsa partenza”, ma in questo modo Beethoven ha evitato una certa pesantezza e monotonia rendendo più luminoso, quasi diverso questo inizio del tema. Appare subito il secondo tema; questa volta rigorosamente alla tonica (fa maggiore). La sua codetta, come nell'esposizione, si collega direttamente alla coda finale, questa volta dell'intero movimento. Il materiale non cambia granché, solamente l'ambiente tonale ora è quello della tonica (fa maggiore); nell'esposizione era quello della dominante (do maggiore). Anche il tema conclusivo si ripresenta brevemente alla tonica. Una cadenza perfetta (dominante - tonica, ossia do – fa) chiude il movimento.

### Analisi del secondo movimento
Questa sonata è priva del tempo lento; infatti il secondo movimento, un Allegretto in tre quarti, è un minuetto tripartito nella sua classica struttura: esposizione e sviluppo del minuetto – esposizione e sviluppo del trio – ripresa del minuetto senza ritornello. La tonalità d'impianto è fa minore.

#### Esposizione e sviluppo del minuetto
Il tema di questo minuetto esprime una certa gioia tormentata, quindi nel contempo è allegro e triste. La sua struttura è semplice: è basato su un arpeggio rivoltato della tonalità d'impianto e si chiude nella tonalità relativa maggiore (la bemolle maggiore) [bb. 1-8]:
Il tema è formato da una regolare e classica frase quadrata di otto battute. Lo sviluppo può essere suddiviso in quattro parti. La prima parte (battute 9–17) si compone di un'ulteriore frase regolare formata da otto battute, alla quale seguono sette battute dove ricompare il tema alla tonica, contrappuntato nel finale da un'altra voce. Seguono quattro battute ripetute due volte (terza parte, battute 23–31) ed una codetta conclusiva di otto battute (quarte parte, battute 31–39). Lo sviluppo si conclude con una cadenza in minore (da maggiore – fa minore).

#### Esposizione e sviluppo del trio
Il trio prevede un rallentamento del tempo ed una nuova visione sonora creata anche dalla morbida tonalità di re bemolle (tonalità d'impianto del trio), preparata dal fa minore precedente. Il tema è lungo sedici battute diviso in due parti: prima domanda e risposta (otto battute), seconda domanda e risposta (otto battute). Il tema si chiude modulando al la bemolle maggiore (la dominante di re bemolle) [bb. 40–56]:
Lo sviluppo è percorso da sconcertanti accenti in sincope sul tempo più debole del tre quarti (il secondo) [bb. 56–60]:
ma anche da pure armonie cadenzali [bb. 89-98]:

#### Ripresa del minuetto
Alla battuta 127 ritorna il minuetto quasi per tutta la ripresa in tempo sincopato; forse un'influenza lontana del mondo irreale del trio [bb. 134-141]:

### Analisi del terzo movimento
L'ultimo movimento è un Presto in due quarti. La tonalità è quella del primo movimento: fa maggiore. La struttura è in due parti: (1) presentazione del tema (un fugato) e codetta; (2) sviluppo del tema. Si tratta di un brano non formalmente chiaro, a metà strada tra l'antico ed il moderno, infatti nella parte finale si può intravedere un certo ritorno del tema e quindi una ripresa: sono presenti gli elementi formali sia della fuga che della sonata. Qualcuno vede nel ritmo veloce, uniforme ed implacabilmente regolare un precursore dello scherzo mendelsshoniano. Il tema, formato essenzialmente da crome ribattute, si presenta per tre volte: le prime due volte alla tonica (fa) e la terza alla dominante (do), ogni entrata intervallata da quattro battute. La struttura del tema è molto semplice: si compone di due incisi ripetuti (importante sarà nello sviluppo il secondo inciso conclusivo) [bb. 1-11]:
Alla battuta 16, sulla ripetizione delle ultime due battute del tema, questa esposizione si conclude sulla dominante (do maggiore) con una breve codetta. Con un'evidente modulazione e relativo cambio armonico alla mediante (la bemolle maggiore), inizia lo sviluppo con nuovo vigore, dato sia dal cambio armonico, sia dal procedere all'unisono (delle due mani) sull'inciso finale del tema [bb. 34-42]:
Interessante è lo sviluppo del basso formato da minime in sforzando, sempre con l'inciso alla mano destra, in discesa verso il registro grave, nelle quali più volte appare la sequenza tonica-sopratonica-dominante e riducendosi alla fine in scontri di semitoni (sol diesis - la) (battute 53-69). Alla battuta 88 ritorna il tema in fortissimo sulla tonica (fa). Questo è un elemento tipico della sonata, a dimostrazione di una forma ibrida riscontrabile in quest'ultimo movimento.